# Calydna venusta
Espèce
Calydna venusta est une espèce d'insectes lépidoptères de la famille des Riodinidae et du genre Calydna.

## Taxonomie
Calydna venusta a été décrit par Frederick DuCane Godman et Osbert Salvin en 1886] sous le nom de Calydna venusta.

### Sous-espèces
- Calydna venusta venusta ; présent au Mexique et au Panama.
- Calydna venusta morio Stichel, 1929 ; présent au Panama, en Colombie, au Venezuela, à Trinité-et-Tobago, en Guyane, au Guyana, au Surinam et au Brésil[1].

### Nom vernaculaire
Calydna venusta se nomme Venusta Metalmark en anglais.

## Description
Calydna venusta est un papillon de divers tons de beige rosé nacré au cuivré avec sur un fond plus clair des bandes plus foncées formées de taches confluentes.
Calydna venusta morio est gris foncé plus ou moins largement taché de noir jusqu'à être noir avec uniquement une bande marginale grise ou bleue aux postérieures.

## Biologie

### Plantes hôtes
La plante hôte de sa chenille est Ximenia americana (Cock et Hall, 2004).

## Écologie et distribution
Calydna venusta est présent au Mexique, au Panama, en Colombie, au Venezuela, à Trinité-et-Tobago, en Guyane, au Guyana, au Surinam et au Brésil.

### Biotope
Il réside dans la forêt tropicale.

### Protection
Pas de statut de protection particulier.